# Русская религиозная эстетика
Русская религиозная эстетика  — достаточно неоднозначное суждение, ее понимают как: 1. Дисциплинарное направление (эстетика как наука) в рамках философии религиозного типа. 2. Эстетическую составляющую религиозного ритуала и определяющие ее нормы и принципы. 3. Эстетическое измерение всей религиозной жизни в целом, не исключая никаких ее сторон.
Религиозное знание предельно конкретно и глубоко личностно: это знание личности о своей сокровенной глубине, и потому оно требует личных форм выражения − ликов.

## История

### Предпосылки возникновения
Зарождение русской эстетической мысли исследователи датируют XI веком. Древнерусская эстетическая мысль имела два главных источника: материально-художественную культуру восточных славян и византийскую эстетику, проникшую на Русь в связи с принятием христианства в его православной разновидности. Для данного периода русской эстетики характерным является активное освоение византийского художественно-эстетического наследия на основе восточнославянского мировосприятия. Характерными моментами этого эстетического периода являются повышенная эмоциональность, наделение прекрасного осязательной предметностью, особенное внимание к чувственному восприятию духовной красоты. На более позднем этапе развития древнерусской культуры (XIV-XVII вв.) в эстетическом сознании видное место занимает нравственная красота. В литературе и искусстве складываются идеальные образы народного героя и духовного пастыря. Первый образ строится на единстве внешней красоты, мужества и нравственного совершенства, у второго преобладает нравственно-духовная красота, которая ценится не меньше мужества и отваги.
В этот период русской эстетики общая концепция мироздания выражалась в гораздо большей степени в художественно-пластической, нежели в теоретической форме. Синкретизм русской культуры в целом на многие века определяет слитность философского и эстетического содержания предметов живописи, мелкой пластики, шитья и зодчества. Значительную роль древнерусская эстетика уделяет понятию "красота». С одной стороны, эта эстетическая категория служила определенным руководством к действию в творчестве народных Умельцев, с другой — она выступает как идеал, формирующий духовную культуру в целом.

### Направленность русской эстетики
Русская эстетика формировалась как часть отечественного самосознания XIX века. Ее основная направленность только с одной стороны определяется западноевропейским философским влиянием. С другой — эстетика развивается, отвечая на запросы русской общественной мысли, которая во многом определяет важнейшую сферу приложения эстетических принципов — сферу искусства. Первая половина XIX века характеризовалась развитием романтизма, художественной теории и практики реалистических принципов. К началу сороковых годов реализм уже складывается как совокупность творческой практики и теоретических воззрений целого ряда писателей и художников. Но этому положению предшествовал сложный процесс формирования творческого метода и в художественной практике, и в теоретических исканиях. Ярчайшим примером этого процесса является творческое наследие Александра Сергеевича Пушкина (1799-1837). Его статьи и письма представляют собой пример теоретических и критических поисков той новой системы искусства, которую стремится утвердить художественными произведениями. Пушкин затрагивает и обсуждает вопросы назначения искусства, призвания писателя, своего творческого метода и критериев художественного совершенства. Для развития реализма особую важность приобретают сформулированные великим поэтом принципы правдивого изображения человеческих характеров во всей их многосторонности, сложности и противоречивости.

### Факторы религиозной эстетики
1. Она неизбежно учитывает практические нужды религиозной деятельности. Вплоть до технических деталей совершения ритуала (например, чаша из стекла может быть красива, но ее хрупкость исключает употребление в ритуалах ряда религий, включая христианство).
2. Она должна обладать специфическим языком, который выделял бы ритуал и вообще сферу религии из сферы обыденно-светского (М. Элиаде называл это иерофанией - явлением потустороннего в мир). И ритуал, и даже, в определенной степени, другие сферы религиозной жизни входят в другую знаковую систему. Вот почему, например, изображение святого на иконе может сильно отличаться от его прижизненного портрета или фотографии.
Отсюда проистекает и консерватизм религиозной эстетики, иные темпы ее динамики, несоответствие моде и шаблонам эпохи. Это отвечает консерватизму самой религии, которую Л. Витгенштейн сравнил со спокойным морским дном, которое не достигают бури, проносящиеся вверху. Нельзя забывать о таком различии, носящем и семиотический характер. При смешении разных знаковых систем или выравнивании одной по образцу другой будут возникать ущербные суррогатные формы (обмирщенная религия или светская реальность, превращенная в подобие религиозного культа), сомнительные эстетически и не выполняющие своих функций.

## Эстетика разных религий
У каждой религии существует своя эстетика, по крайней мере, имплицитная. В том случае, когда религия имеет несколько направлений с существенными различиями, меняется и эстетика. Так, в христианстве такие различия сказываются в первую очередь в понимании Литургии и в отношении к иконопочитанию (имеет значение и принятая практика молитвы).
Эстетика христианства опирается на фундаментальное догматическое положение - реальное воплощение Бога-Сына (см.: Патристика).
Эстетика иудаизма определяется строгими ограничениями на создание изображений, в результате данная религиозная эстетика - прежде всего эстетика Слова и Книги. Интересным явлением эстетики иудаизма является оформление надгробий (кодирование имен и профессий с помощью рисунков).
Эстетика ислама связана с запретом на изображение одушевленных существ, поэтому обычно используется орнаментальный рисунок.
Эстетика буддизма связана со сложной символической передачей представлений о пути, которым прошел основатель религии и который предлагается как единственно правильный (ведущий к нирване) для последователей религии.
Эстетика той или иной религии является универсальной для нее, но часто (причем не только у мировых религий, не сдерживаемых этническими границами) она входит во взаимодействие с той или иной местной культурой. При этом возможны разные варианты дальнейшего бытования эстетики и религиозного искусства:
- независимое существование: религиозная эстетика получает отдельную нишу в культуре, существует помимо эстетики иных областей жизни;
- столкновение, конфликт;
- адаптация к эстетическим реалиям определенной культуры;
- образование эклектики и синкретической эстетики, например, в виде смешения элементов христианской эстетики и эстетики, присущей культуре, связанной с какой-либо анимистической и политеистической религией.

## Характер религиозной эстетики
В целом для религиозной эстетики характерен консерватизм, если она меняется, то всегда медленнее, чем эстетика других областей человеческой жизни. Кроме того, она изначальна не просто связана, а является выражением "lex credendi" - правила веры, вероучения. А если учесть, что "lex credendi" связан с "lex orandi" - правилом молитвы, то подчиняется еще и соображениям организации богослужений. Причем речь идет не только о чисто утилитарном удобстве совершения богослужений - религиозное искусство должно способствовать молитве и иным практикам, существующим в той или иной религии.